# Muzej Valpovštine
Muzej Valpovštine je osnovan 1956. godine i smješten u slikovitom srednjovjekovno-baroknom kompleksu dvorca Prandau-Normann u Valpovu. Od 1991. godine stalni postav nalazio se u depoima (zbog započetih pa zaustavljenih građevinskih radova na pročelnoj palači), najvredniji eksponat Muzeja - sam kompleks valpovačkog dvorca i perivoja, stalno je otvoren za posjetitelje.
Moguće je posjetiti zatvoreno unutrašnje dvorište, srednjovjekovnu cilindričnu kulu, obnovljenu dvorsku kapelu, istočno krilo u kojem se nalaze muzejske prostorije, te perivoj uz dvorac.
Nakon 15 godina, 24. listopada 2006. Muzej Valpovštine ponovo je otvorio vrata posjetiteljima. Prva postavljena izložba je s temom vlastelinskog porculana i stakla.  

## Srednjovjekovna kula
U sklopu današnjeg baroknog dvorca, koji je nastao obnovom i pregradnjom srednjovjekovne utvrde, sačuvana je gotovo netaknuta srednjovjekovna kula. Svojim izgledom i smještajem u dnu zatvorenog dvorišta obogaćuje vizure i pridonosi slikovitosti cijelog kompleksa, kako s dvorišne tako i s vanjske strane. 
Unutrašnjost kule skriva po jednu kružnu prostoriju u prizemlju i na oba kata, te završnu terasu s vidikovcem, a sve ih povezuje spiralno kameno stubište. U unutrašnjosti se nalaze mnogi zanimljivi kameni detalji: kasnogotički dovratnici, doprozornici, stubište, reljefni zaglavni kamenovi, kamene klupe u nišama. Među njima se posebno ističe zaglavni kamen u svodu prvog kata - reljefni prikaz zmaja koji okružuje grb velikaša Ivana Morovića, graditelja i vlasnika srednjovjekovne utvrde Walpo, koji je bio član viteškog "Zmajskog reda".
Robusna kula nekadašnje valpovačke utvrde, zajedno sa srednjovjekovnim bedemima, zbog svoje se očuvanosti, bogatstva obrade arhitektonskih detalja i kasnogotičkih klesarskih znakova ubraja među najvrednije spomenike profane srednjovjekovne arhitekture kontinentalne Hrvatske. 
Na završnoj terasi je vidikovac s kojega pogled puca na Valpovo i okolicu.

## Vanjske poveznice
Službene stranice Muzeja Valpovštine